# Pratt & Whitney R-4360
Le Pratt & Whitney R-4360 « Wasp Major » est un moteur à combustion interne en étoile de 28 cylindres disposés sur quatre rangées. Il a été développé par l'Américain Pratt & Whitney. Dessiné et construit pendant la Seconde Guerre mondiale, il est le dernier de la série Wasp (série de moteurs à pistons).

## Conception et développement
Le R-4360 est un moteur radial de 28 cylindres disposés en quatre rangées de sept cylindres en étoiles. Chaque rangée de sept cylindres refroidis à l'air possède un léger décalage angulaire par rapport à la précédente, montée de façon semi-hélicoïdale pour augmenter l'efficacité du refroidissement des rangées des cylindres derrière eux, aspect général ayant donné au moteur le surnom d’« épi de maïs ». Un compresseur mécanique tournant à 6,374 fois la vitesse du moteur suralimentait celui-ci. Le réducteur de l’hélice est réglé à 0,375 : 1 pour éviter que les extrémités des pales n’atteignent une vitesse supersonique susceptible de les disloquer.
Bien que mécaniquement fiable, il eût la réputation peu enviable de prendre facilement feu en vol en particulier dans le Boeing Stratocruiser. De plus, il nécessitait une maintenance importante. Une mauvaise procédure de démarrage pouvait encrasser les 56 bougies, ce qui nécessitait des heures de nettoyage ou de remplacement.
Ce moteur a une cylindrée de 4 362,50 pouces cubes (soit 71,489 litres) ce qui lui donne sa désignation. Les modèles initiaux développaient 3 000 ch (2 240 kW) et les derniers modèles 3 500 ch mais un modèle particulier atteignit la puissance de 4 300 ch (3 200 kW) grâce à deux turbocompresseurs en plus du compresseur mécanique d’origine.
La masse des moteurs va de 1 579 kg à 1 755 kg procurant un rapport puissance/poids d'environ 2,45 ch/kg (1,83 kW/kg).
Le moteur Wasp Major a été produit à 18 697 exemplaires entre 1944 et 1955.
Le moteur Pratt & Whitney R-2180-E Twin Wasp E est un dérivé du R4360, mais réduit de moitié. Il a deux rangées de sept cylindres chacune et fut utilisé sur l’avion de ligne de l’après-guerre Saab 90 Scandia.

## Déclinaisons
- R-4360-4 : 2 650 ch (1 976 kW)
- R-4360-20 : 3 500 ch (2 610 kW)
- R-4360-25 : 3 000 ch (2 237 kW)
- R-4360-41 : 3 500 ch (2 610 kW)
- R-4360-51 VDT : (Variable Discharge Turbine) 4 300 ch (3 210 kW)
- R-4360-53 : 3 800 ch (2 834 kW)
- R-4360-B3 : 3 500 ch (2 610 kW)

## Utilisations
- Aero Spacelines Mini Guppy
- Aero Spacelines Pregnant Guppy
- Boeing 377 Stratocruiser
- Boeing B-50 Superfortress
- Boeing C-97 Stratofreighter
- Boeing XF8B
- Boeing XB-44 Superfortress
- Convair B-36 Peacemaker
- Convair XC-99
- Curtiss XBTC
- Douglas C-74 Globemaster
- Douglas C-124 Globemaster II
- Douglas TB2D Skypirate
- Fairchild C-119 Flying Boxcar
- Fairchild XC-120 Packplane
- Goodyear F2G Corsair (en)

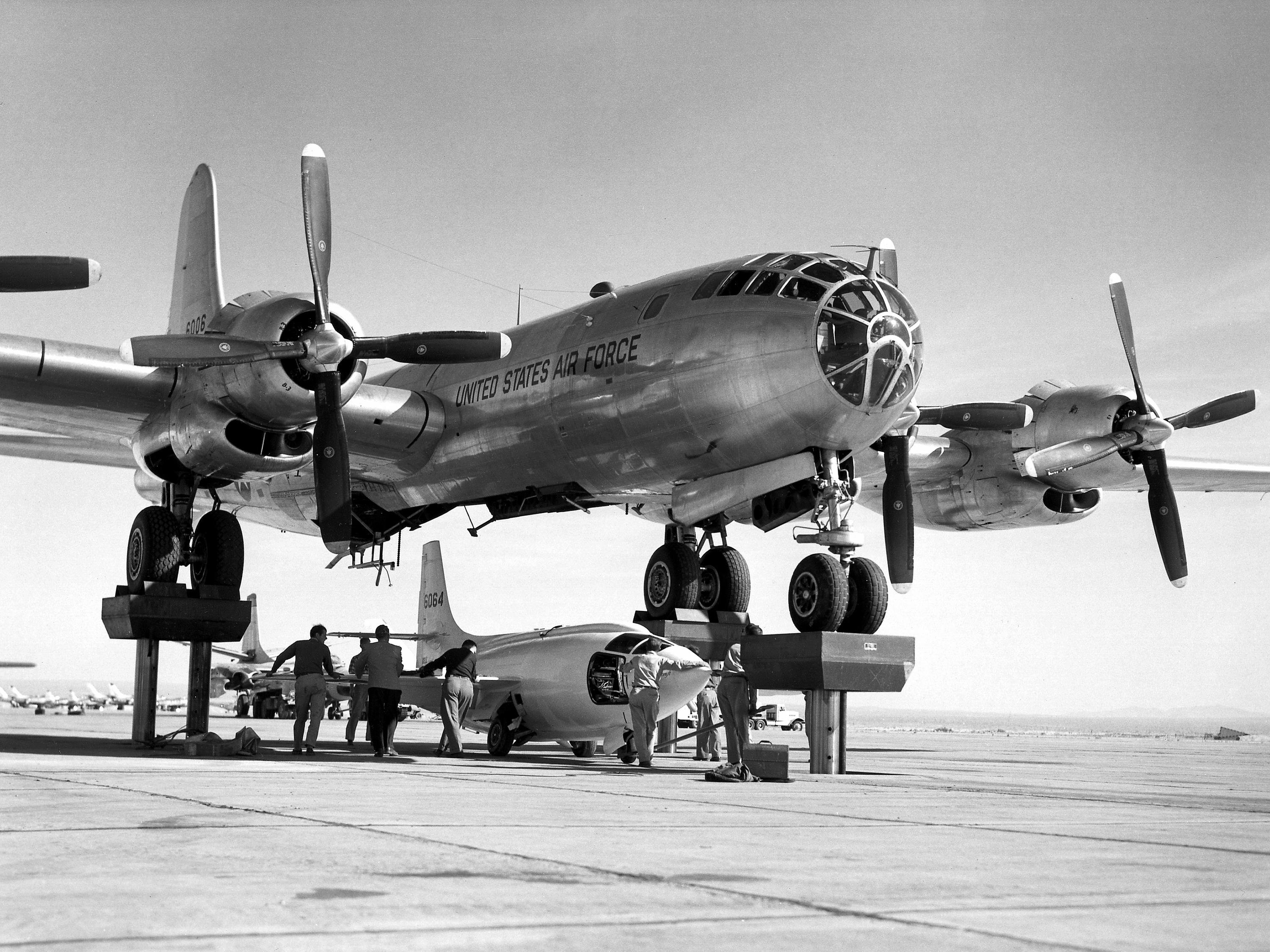
Un Boeing B-50 Superfortress destiné à transporter le Bell X-1-3.

- Hughes H-4 Hercules (« Spruce Goose »)
- Hughes XF-11
- Lockheed R6V Constitution
- Martin AM Mauler
- Martin JRM Mars
- Martin P4M Mercator
- Northrop YB-35
- Republic XP-72
- Republic XF-12 Rainbow
- SNCASE SE-2010 Armagnac
- Vultee A-41